# Natonodosa
Natonodosa is een monotypisch geslacht van schimmels dat behoort tot de orde Xylariales. De familie is nog niet met zekerheid bepaald (Incertae sedis). De bevat alleen Natonodosa speciosa.